# Viserbella
Viserbella è una frazione di 2.139 abitanti del comune di Rimini.

## Geografia fisica
È una località balneare situata a 4 km di distanza a nord di Rimini, tra Torre Pedrera e Viserba.

## Turismo e luoghi di interesse

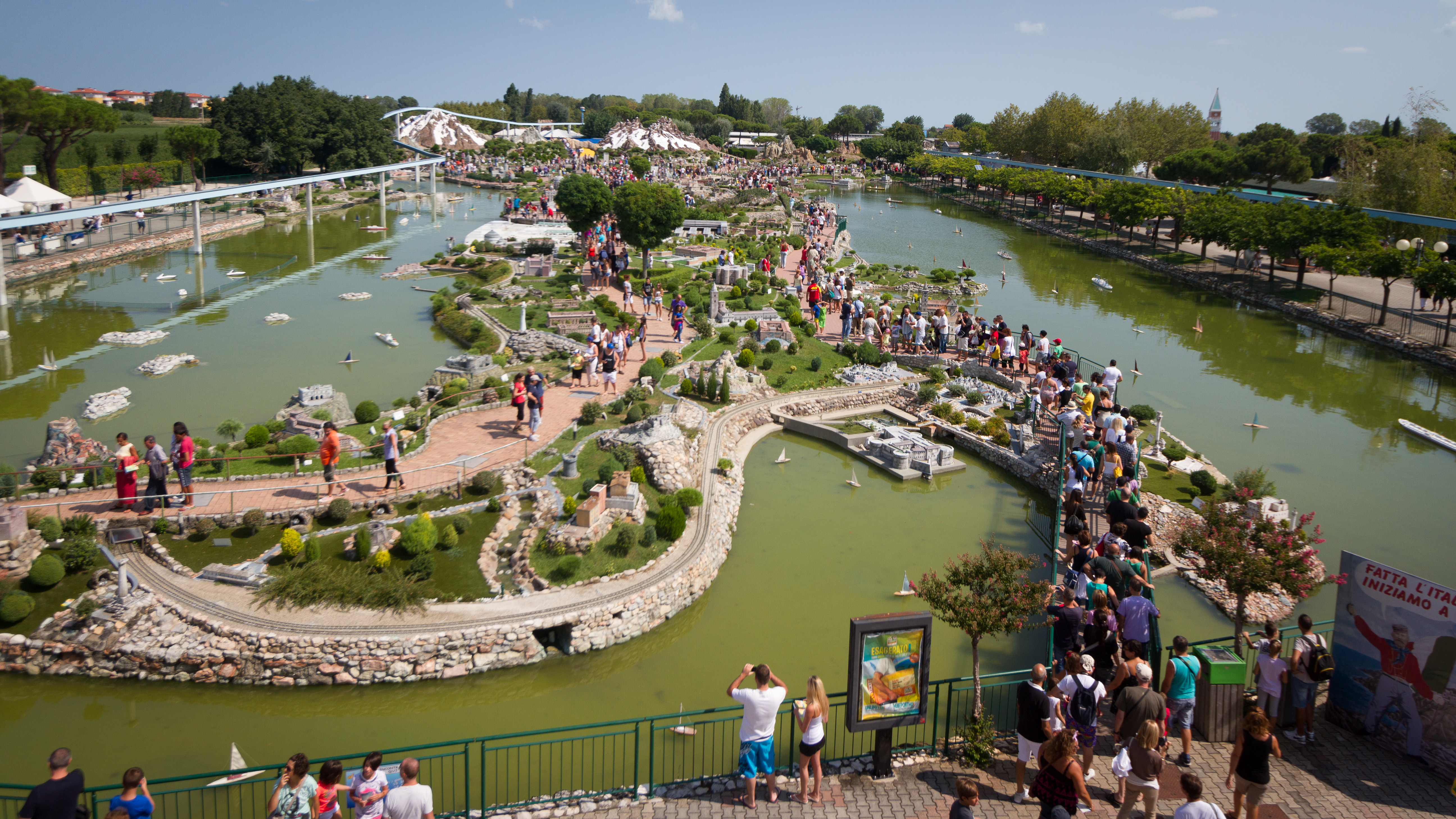
vista panoramica di Italia in miniatura.

Il turismo balneare è molto sviluppato grazie ai numerosi hotel disposti soprattutto sul lungomare. A Viserbella c'è il famoso parco tematico Italia in miniatura, situato lungo la strada statale 16 Adriatica.
C'è inoltre il "Piccolo Museo delle Conchiglie e della Marineria", detto anche "E' Scaion". Questo nome deriva dall'attrezzo per pescare le vongole (fer da purazi). Possiede circa 650 attrezzi e reti da pesca, utilizzati in passato, tra cui la tratta, nasse e cogolli. 
In passato, lungo la riva del mare c'erano delle sabbie mobili, legate a delle sorgive di acqua dolce. Il luogo in dialetto veniva chiamato "Sourcioun". Fino agli anni sessanta del Novecento l'area era circondata da un parapetto di cemento di forma circolare.